# スウェーデンの福祉
スウェーデン一般政府
2013年歳出
スウェーデンの福祉（Welfare in Sweden）は、社会民主主義福祉レジーム（ノルディックモデル）国に位置づけられ、国民の家構想に基づく高負担高福祉国家として知られている。
大部分が税金を原資としており、どの分野も公的・民間の両方が存在する。
所管は複数の省庁に分かれており、保健・社会政策はスウェーデン保健・社会政策省、教育はスウェーデン教育研究省、労働政策はスウェーデン雇用省となっている.。
また全国民に国民番号制度が採用されており、確定申告、社会保障給付申請、免許証新成人申請時の個人認証、自動車登録、建築許可申請、出生届、婚姻届、年金手続、医療機関予約など、幅広く使用される。

## 財政

OECD各国税収のタイプ別GDP比(%)。
水色は国家間、青は連邦・中央政府、紫は州、橙は地方、緑は社会保障基金。

2003年では、GDPに占める租税率は35.5%（OECDで3位）、さらに社会保障負担を含めると50.6%（OECDで1位）であった。個人所得税はGDP比で15.8%（OECDで2位）、地方税率は平均32%ほどである（2005年）。
スウェーデン財務省のシミュレーションでは、納めた税・保険料のうち、45%はその年のうちに本人にサービス還元され、また38%は生涯のうちに本人に還元され、残り18%は他者への再配分となる。
| 健康・社会サービス | 24% |
| 個人・家庭ケア     | 24% |
| 児童福祉           | 10% |
| 教育               | 24% |
| その他             | 18% |

## 保健・社会政策

OECD各国のGDPにおける社会的支出割合（公費および私費）

スウェーデンの人口ピラミッド

スウェーデン保健・社会政策省は、傷病・高齢者・社会サービス・医療・健康づくり・こどもの権利・障害者支援・政府の障害者政策策定などを所管している。

### 保健医療
医療はランスティング、高齢者看護はコミューンと役割分担が徹底されている。不要な入院の場合はコミューンにペナルティ支払いが生じ、社会的入院防止措置がなされている。

### 老人介護
スウェーデンでは親を介護する責務はコミューンにあり、その子供への扶養義務は廃止されている（1956 年社会福祉法）。在宅医療と老人福祉施設の両面について、コミューンが責務を持つ。

### 社会保障
スウェーデンの社会保障は主にスウェーデン社会保険庁が所管しており、他にも個別に保障制度が存在する 主なものは以下。
- 児童手当（Barnbidrag）および両親手当（Föräldrapenning）：子供の16歳までの金銭的支援、および子供一人あたり480日分の育児休業支援。加えて疾病および障害児への手当もある[13]。
- 住宅手当（Bostadsbidrag）：住居を持つことについての支援。所得制限がある[13]。
- 傷病手当（Sjukpenning）、傷病補償年金（Sjukersättning）、障害者所得補償金（Handikappersättning）：病気や障害で働けない場合の手当[13]。
- 生計費補助(Försörjningsstöd）：適正な生計を立てられない人全て（子供を含む）に支給される。純粋にこの支援を必要とするものだけに支給され、サービスは地方自治体によって管理される[14]。

#### 年金
年金は全国共通制度であり、主に賦課方式の所得比例年金（年金保険）と、補助的な最低保障年金（一般税原資）の組み合せである。最低保証年金とはミーンズテストに基づいており、所得比例年金が増えるにしたがって減額され、ある基準以上では完全にゼロになる。所得比例年金の支給については、積立高を平均寿命で割った金額として機械的に決定される。